# 인드라 누이
인드라 크리슈나무리 노누이(영어: Indra Krishnamurthy Nooyi, 1955년 10월 28일 ~)은 인도계 미국인 기업인으로, 펩시코의 최고경영자 및 회장이다. 포브스에서 2012년 발표한 세계에서 가장 영향력 있는 여성에서 12위를 차지하였다.